# OGLE-TR-56b
OGLE-TR-56b es un planeta extrasolar, que se encuentra a unos 5 000 años luz de distancia, en la constelación de Sagitario, orbitando la estrella OGLE-TR-56. Fue descubierto en 2002 por el proyecto OGLE, usando el método de tránsito astronómico, y confirmado en 2003 por la técnica de espectroscopia de efecto Doppler.
Por su masa, el planeta debe ser un gigante gaseoso, similar a Júpiter y Saturno, aunque a deferencia de ellos, OGLE-TR-56b orbita su estrella a una distancia muy cercana, un 2% de la que ocupa la Tierra. Por esto, se lo clasifica como un Júpiter caliente.